# 莊承籛
莊承籛（1739年7月17日—1788年1月27日，乾隆四年六月十二日－乾隆五十二年十二月二十日），字少彭，號羹堂，又號古香。江蘇省蘇州府元和縣（今屬蘇州市）人，祖籍常州府陽湖縣（今屬常州市），曾寄籍陝西省西安府咸寧縣（今屬西安市）。清朝官员。

## 生平
自幼天賦異稟，資質穎異。乾隆二十年（1755年）十七歲時，父莊大中因「與汪華氏聚賭姦宿詭名徐天爵一案」遣戍陝西，母徐氏有疾且祖父莊楷人年老，奉命照料祖、母，未跟隨前往陝西。不久，母徐氏去世，承籛居喪攜帶二個幼弟前往陝西父親戍地，旅費不足，僅以手推車載弟、自己步行前往陝西，後遂寄籍陝西咸寧。
三十年（1765年）由陝西咸寧縣籍拔貢生中式乙酉科陝西鄉試舉人。
三十一年（1766年）中式丙戌科第二甲第四十二名進士出身。選翰林院庶吉士。
三十四年（1769年）五月初一日，散館，授翰林院編修。
三十六年（1771年），以編修差充辛卯科順天鄉試同考官。
三十八年（1773年），以編修充四庫全書館纂修兼分校官分校《永樂大典》。進獻家藏南宋蕭常《續後漢書》四十七卷。簽提《永樂大典》卷七七五六、七七五七。
三十九年（1774年），充咸安宮官學總裁。
四十一年（1776年），遷詹事府左春坊左贊善。兼充文淵閣校理。
四十二年（1777年）五月初二日，敕授儒林郎。後遷詹事府右春坊右中允。充三通館纂修兼校對官、文淵閣校理。
四十七年（1782年）二月，乾隆帝賜宴，獲賜墨刻如意、彩緞、硯箋、筆墨。四庫全書館進呈永樂大典內指出錯誤與記過次數清單，莊承籛共記過二十六次。遷翰林院侍講。四月，記過三次，交吏部察議，銷去紀錄一次，免罰俸。七月，《四庫全書》告成。
四十八年（1783年）遷翰林院侍讀。七月，差任癸卯科山東鄉試正考官。
五十年（1785年）正月初一日，誥授奉直大夫。二月，於乾清宮考試列第三等，降授詹事府左春坊左贊善。九月，改授六部主事候補，選補吏部考功司。
五十二年（1787年）十二月二十日，卒，年四十九歲。葬於吳縣俶字圩周行阡。
早年家遭變故，備嘗艱辛，生性孝友，獨力撫養多位弟、妹至成人，並給予教育，諸弟也依次出仕。莊承籛仕官之後，與族兄莊通敏同官翰林，值宿時則一起承輿進出，維持關照聯繫；親族子弟數十人聚集到京師，也延攬不倦，過年時則開筵席招待，以慷慨為樂，並不使人知悉其經濟拮据。喜歡賙濟急困的友人，曾幫助流徙到京的松江人陸德粲、常州胡實齋學士，因此胡實齋的詩有「深恩直比憐兒女」句。
因祖父在家鄉、父大中在陝西，不能省親，曾慨歎：「天倫聚順之樂，乃真樂也。吾但得祖孫父子萃一堂，平生志願足矣。」於是千方百計辦理借貸，呈請捐納贖父罪，花費鉅萬，生活清貧，四十一年（1776年）得到恩旨允許赦歸，莊大中到達京師郊外時，承籛出郊迎接，但隨後突然得疾，死於旅途中，承籛哭踴哀慕，幾不欲生。終生時常受討債者困擾。
曾經在乾隆帝召見對答時，乾隆帝詢問莊承籛說話口音不似陝西人，莊承籛回答本籍江蘇、父遣戍陝西等事，乾隆帝說：「此所謂塞翁馬矣。」同僚認為是得到知遇的開始，但生前始終僅是詞臣。生子早殤，之後又不育，繼嗣困難，承籛往往暗自憫悼憂傷。
姜晟為之作贊：
惜丁未冬，劉退谷給事之喪，君往吊焉，翌日而卒。先是，夢至一所，如浮屠老子之宮，中設几案，三見退谷及同官某并坐，虛其左案；君至皆起，指其左曰：『待君久矣。』覺而述之，輒咄咄不樂，初不意妖夢之遽踐也。夫鬼神之說，儒者弗道，然以君之內行兼開敏之才，未究厥施，鬱伊以歿，所謂生而為英、歿而為神者，以古律今，亦容或有之者歟。

賜進士出身誥授光祿大夫太子少保兵部尚書兼右都御史總督直隸等處提督軍營糧餉兼管河道巡撫事年姻愚弟姜晟拜撰。

## 著作
- 《羹堂文稿》
- 《餐勝閣詩集》
- 《古綆齋試帖律賦》
- 〈友石軒印譜序〉

## 家庭及關連
莊承籛屬毗陵莊氏第十三世。
- 曾祖父：莊朝生（1630年－1701年），順治六年進士，官至河南提學道僉事。遷居蘇州城東懸橋巷。
- 祖父：莊楷人（1694年－1777年），歲貢生。
- 父：莊大中（1714年－1777年），乾隆二年進士，官廣東陽江縣知縣。
- 母：徐氏，敕贈安人，贈內閣中書徐光烈之女。
- 承籛排行第一，另有六弟、二妹：
  - 莊承篆（1740年－？年），官雲南河西縣典史。
  - 莊承簡（1741年－？年），監生。
  - 莊承籙（1741年－？年）。
  - 莊承簠（1745年－1799年），廩貢生，官涇縣教諭。
  - 莊承簵（1749年－？年）。
  - 莊承簪（1750年－1820年），監生，官四川郫縣知縣。
  - 妹一，適徐元鎮，內閣中書徐壎之子。
  - 妹二，適蔣紹臨，詹事府主簿蔣煦之子。
- 姻婭：乾隆三十一年進士姜晟。

### 妻妾
- 正室：太倉王氏，誥封宜人，康熙四十五年進士廣東巡撫王謩之孫女、安徽和州州同王述璿之女。
- 側室：朱氏。

### 子女
有一子三女一嗣子。
- 子：莊雲翰，嫡王氏出，早卒。
- 嗣子：莊雲翿（1774年－1838年），弟承簪長子，入嗣。監生，官四川峨嵋縣知縣。

- 長女，嫡王氏出，適楊汝槐。
- 次女，嫡王氏出，適吳江丁鳳桂。
- 三女，庶朱氏出，適姜國璠，乾隆三十一年進士工部尚書姜晟三子。